# Сивілла Берг
Сивілла Берг, Сивілла Берґ (нім. Sibylle Berg; нар. 2 червня 1962, Ваймар) — німецька і швейцарська письменниця, драматург.
Твори Сивілли Берг перекладено 34 мовами,

## Біографія
Сивілла Берг народилася 1962 рокув родині професора музики та бібліотекарки у місті Ваймарі. Батьки розлучилися, коли Сивіллі було 5 років. Внаслідок алкоголізму матері, Сивілла Берг декілька років жила в далеких родичів, обоє були професорами музики. З 10 до 20 років Сивілла Берг знову жила з матір'ю.
Після школи Сивілла Берг вивчилася на лялькарку лялькового театру. 1984 року подала документи на ви'їзд з НДР, через що втратила роботу в ляльковому театрі в Наумбурзі. Через три місяці вона одержала дозвіл на виїзд і переїхала до ФРН. ПІд час перебування Сивілли Берг в таборі для переселенців у Західному Берліні її мати покінчила життя самогубством.
Берг залишила Берлін, щоб пройти тримісячні курси в театральній школі «Scuola Teatro Dimitri» в Тічино. Повернувшись до Німеччини, вона вивчала в Гамбурзькому університеті океанологію та політологію.
Паралельно підробляла на різних роботах (зокрема, як садівниця, прибиральниця, секретарка, робоча сила на заміну). У цей час вона почала писати. Вона дописувала для часописів на різноманітні теми. 1992 року потрапила в автокатастрофу; внаслідок аварії їй довелося багато разів оперувати обличчя.
1996 року вона переїхала в Цюрих, який, який за власним зізнанням, є її улюбленим містом.. S
2004 року Сивілла Берг вийшла заміж й відтоді живе в Цюриху і в Тель-Авіві, де познайомилася зі своїм чоловіком. 2012 року вона одержала швейцарське громадянство.

## Творчість
Перший роман Сивілли Берг «Кілька людей шукають щастя і сміються до смерті» був опублікований 1997 року у видавництві Реклам-Лейпциг, після того, як авторка одержала відмови від 50 видавництв. Цей перший роман виявився дуже успішним: було продано більше ста тисяч примірників. Згодом Сивілла Берг вже публікувала романи у різних престижних видавництвах. 2009 року у видавництві Carl Hanser Verlag був опублікований її роман «Чоловік спить» (Der Mann schläft), 2012 року з'явився роман «Дуже дякую за життя» (Vielen Dank für das Leben), а 2015 року — роман «Той день, коли моя жінка знайшла чоловіка» (Der Tag, als meine Frau einen Mann fand).
2019 року видавництво Kiepenheuer & Witsch опублікувало роман Сивілли Берг під назвою GRM — Brainfuck, який став найуспішнішим з усіх попередніх. Роман присвячений «проблемній» молоді Великої Британії, його назва відсилає до піджанру молодіжної гіп-гоп музики «Грайм». Для того, щоб зібрати матеріал для свого роману, авторка більше року провела у так званих соціально-проблемних районах Великої Британії, спілкуючись з юними представниками напівкримінального та відверто кримінального світу. Роман є своєрідною антиутопією про близьке майбутнє, в якому можна впізнати багато рис сьогодення: масове стеження за допомогою нових цифрових технологій, брутальні наслідки неолібералізму, безвихідь та брак перспектив для найнижчих верств населення.

## Твори

### Проза
- Кілька людей шукають щастя і сміються до смерті / Ein paar Leute suchen das Glück und lachen sich tot. Roman. Reclam, Leipzig 1997; Reclam, Stuttgart 2015, ISBN 978-3-15-020410-8.
- Sex II. Roman. Reclam, Leipzig 1998; Reclam, Stuttgart 2009, ISBN 978-3-15-021665-1.
- Amerika. Roman. Hoffmann und Campe, Hamburg 1999; Goldmann, München 2001, ISBN 3-442-44848-4
- Золото / Gold. Hoffmann und Campe, Hamburg 2000; erw. Taschenbuchausgabe: Kiepenheuer & Witsch, Köln 2002, ISBN 3-462-03098-1.
- Неприємне спочатку. Чоловічі історії / Das Unerfreuliche zuerst. Herrengeschichten. Kiepenheuer & Witsch, Köln 2001, ISBN 3-462-03037-X.
- Добрий кінець /Ende gut. Roman. Kiepenheuer & Witsch, Köln 2004; Rowohlt Verlag, Reinbek 2005, ISBN 3-499-23858-6.[23]
- Чи я вже розповідала тобі. Казка для всіх / Habe ich dir eigentlich schon erzählt… — Ein Märchen für alle. Illustriert von Rita Ackermann und Andro Wekua. Kiepenheuer & Witsch, Köln 2006, ISBN 3-462-03735-8.
- Поїздка / Die Fahrt. Roman. Kiepenheuer & Witsch, Köln 2007; Rowohlt, Reinbek 2009, ISBN 978-3-499-24775-0.
- Чоловік спить / Der Mann schläft. Roman. Carl Hanser Verlag, München 2009; dtv, München 2011, ISBN 978-3-423-14002-7.
- Дякую за життя / Vielen Dank für das Leben. Roman. Hanser, München 2012; dtv, München 2014, ISBN 978-3-423-14341-7.
- І як тільки я це витримую? / Wie halte ich das nur alles aus? Fragen Sie Frau Sibylle. Hanser, München 2013; dtv, München 2015, ISBN 978-3-423-14406-3.
- Той день, коли моя жінка знайшла чоловіка / Der Tag, als meine Frau einen Mann fand. Hanser, München 2015; dtv, München 2016, ISBN 978-3-423-14534-3.[24]
- Чудові роки / Wunderbare Jahre. Als wir noch die Welt bereisten. Hanser, München 2016, ISBN 978-3-446-25408-4.
- GRM. Brainfuck. Kiepenheuer & Witsch, Köln 2019, ISBN 978-3-462-05143-8.
- Nerds retten die Welt. Kiepenheuer & Witsch, Köln 2020, ISBN 3-462-05460-0.
- RCE. #RemoteCodeExecution. Kiepenheuer & Witsch, Köln 2022, ISBN 978-3-462-00164-8.
- Мій досить дивний друг Вальтер. S. Fischer Verlage, Berlin 2024, ISBN 978-3-7373-7257-2.

### П'єси
- Ein paar Leute suchen das Glück und lachen sich tot. UA: Theater Rampe in Stuttgart, 14. Juli 1999; Regie: Eva Hosemann
- Helges Leben, UA: Schauspielhaus Bochum, 21. Oktober 2000; Regie: Niklaus Helbling Bearbeitung für Musiktheater: Musik von Karola Obermüller und Mark Moebius. UA: Stadttheater Bielefeld, 31. Mai 2009, Regie: Florian Lutz, Juliane Scherf
- Hund, Frau, Mann, (inspiriert durch die Erzählung Liebe pur von Yael Hedaya), UA: Theater Rampe Stuttgart, 29. September 2001; Regie: Stephan Bruckmeier
- Herr Mautz, UA: Theater Oberhausen, 9. März 2002, Regie: Klaus Weise (für Hauptdarsteller Rolf Mautz geschrieben)
- Schau, da geht die Sonne unter, UA: Schauspielhaus Bochum, 22. März 2003; Regie: Niklaus Helbling
- Das wird schon. Nie mehr Lieben! UA: Schauspielhaus Bochum, 2. Oktober 2004; Regie: Niklaus Helbling
- Wünsch dir was. Broadwaytaugliches Musical von Frau Berg (Musik: Markus Schönholzer), UA: Schauspielhaus Zürich, 29. September 2006; Regie: Niklaus Helbling Buchausgabe in: Vier Stücke (mit Helges Leben, Schau, da geht die Sonne unter und Das wird schon). Reclam, Stuttgart 2008, ISBN 978-3-15-020168-8.
- Habe ich dir eigentlich schon erzählt…. Ein Märchen für alle, bearbeitet von Andreas Erdmann, UA: Deutsches Theater Göttingen, 2. Oktober 2007; Regie: Katja Fillmann
- Von denen, die überleben (vierteiliger Abend; Sibylle Bergs Anteil bestand aus einem Text zu den Skulpturen von Jon Pylypchuk) UA: Schauspielhaus Zürich, 17. September 2008; Regie: Niklaus Helbling
- Die goldenen letzten Jahre, UA: Theater Bonn, 18. Februar 2009; Regie: Shirin Khodadadian
- Nur Nachts, UA: Burgtheater Wien (Kasino), 26. Februar 2010; Regie: Niklaus Helbling
- Hauptsache Arbeit! UA: Staatstheater Stuttgart, 20. März 2010; Regie: Hasko Weber
- Missionen der Schönheit, UA: Staatstheater Stuttgart, 30. September 2010; Regie: Hasko Weber
- Lasst euch überraschen! Ein Weihnachtsstück, UA: Theater Bonn, 3. Dezember 2010; Regie: Maaike van Langen
- Die Damen warten, UA: Theater Bonn, 15. Dezember 2012; Regie: Klaus Weise.
- Angst reist mit, UA: Staatstheater Stuttgart, 23. März 2013; Regie: Hasko Weber, Sibylle Berg
- Es sagt mir nichts, das sogenannte Draußen = Und jetzt: Die Welt!, UA: Maxim Gorki Theater, Berlin, 23. November 2013; Regie: Sebastian Nübling.[57]
- Viel gut essen, von Frau Berg, UA: Halle Kalk des Schauspiel Köln, 18. Oktober 2014; Regie: Rafael Sanchez.[58]
- Mein ziemlich seltsamer Freund Walter, UA: Consol Theater Gelsenkirchen, 9. November 2014; Regie: Andrea Kramer
- Und dann kam Mirna, UA: Maxim Gorki Theater, Berlin, 24. September 2015, Regie: Sebastian Nübling.[59] — ausgezeichnet als «beste Berliner und Potsdamer Aufführung des Jahres 2015» mit dem Friedrich-Luft-Preis
- How to Sell a Murder House. Ein getanztes Immobilienportfolio, UA: Theater am Neumarkt Zürich, 8. Oktober 2015; Regie: Sibylle Berg.[60][61][62]
- Nach uns das All oder Das innere Team kennt keine Pause, UA: Maxim Gorki Theater, Berlin, 15. September 2017; Regie: Sebastian Nübling
- Wonderland Ave., UA: Schauspiel Köln, 8. Juni 2018; Regie: Ersan Mondtag
- Hass-Triptychon — Wege aus der Krise, UA: Wiener Festwochen, 24. Mai 2019; Regie: Ersan Mondtag
- У садах / In den Gärten, 16 листопада 2019 Театр Базеля (режисер: Мілош Лоліч) (2019)
- І звісно, світ зник разом зі мною / Und sicher ist mit mir die Welt verschwunden, 24 жовтня 2020 р. Театр імені Максима Горького, Берлін. Режисер: Себастьян Нюблінг (2020)
- GRM Brainfuck (за мотивами однойменного роману 2019 року). Мюзикл". 2 липня 2021 р. Світова прем'єра в Театрі світу. Режисер: Себастьян Нюблінг. Монтаж: Сібілль Берґ (2021)
- "GRM Brainfuck" (за мотивами однойменного роману 2019 року). Мюзикл". Прем'єра 10 вересня 2021 року в театрі "Талія". Режисер: Себастьян Нюблінг. Монтаж: Сібілль Берґ (2021)
- Може бути тільки краще / Es kann doch nur noch besser werden. 21 вересня 2023 року прем'єра в Берлінському ансамблі. Режисер: Макс Ліндеманн.
- RCE #RemoteCodeExecution, за адресою: Берлінський ансамбль, 25. Квітень 2024 року. Режисер: Кей Воґес.
- Тото або Дякую за це життя (за мотивами роману 2012 року «Дякую за це життя»). Прем'єра 24 жовтня 2024 року у Віденському Бургтеатрі. Режисер: Ерсан Мондтаґ

## Нагороди
- 2000: Літературна премія Марбурга за роман "Америка
- 2006/2007: Стипендія Фонду Лендіса та Ґіра[25]
- 2008: Премія Вольфґанґа Кеппена[26]
- 2012: Премія міста Цюрих[27]
- 2014: Вистава року за версією журналу "Theater heute" за "Es sagt mir nichts, das so genannte Draußen" ("Так званий зовнішній світ для мене нічого не означає")[28]
- 2015: Премія Фрідріха Люфта за виставу "А потім прийшла Мірна" ("Und dann kam Mirna")[29]
- 2016: Вистави з призом глядацьких симпатій. Mülheimer Theatertage NRW за "Und dann kam Mirna" (А потім прийшла Мірна[30]
- 2016: Драматургічна премія імені Ельзи Ласкер-Шюлер[31]

2017: Премія міста Цюрих * 2017: Премія міста Цюрих
- 2019: Літературна премія Касселя[32]
- 2019: Тюрінгенська літературна премія[33]
- 2019: Театральна премія Нестроя - авторська премія за найкращу театральну п'єсу[34]
- 2019: Швейцарська книжкова премія за GRM. Brainfuck[35]
- 2020: Швейцарська літературна премія Гран-прі[36]
- 2020: Літературна премія імені Бертольда Брехта[37]
- 2020: Премія імені Йоганна Петера Гебеля (вручення у травні 2021 року)[38]
- 2021: "Вистава року" за опитуванням критиків Театр сьогодні: І, безумовно, світ зник разом зі мною[39]
- 2022: Літературна премія Драйтаннена[40]

### Радіоп'єси
- Sex II, Hörspiel, Regie: Stefan Hardt mit Inga Busch und Beate Jensen (SWR). 2000
- Ein paar Leute suchen das Glück und lachen sich tot, Hörspiel, Regie: Beate Andres. Sprecher: Sophie Rois, Dagmar Sitte, Christian Berkel u. a. (NDR/HR), veröffentlicht DHV München 2003, ISBN 978-3-89940-157-8
- Ende gut, Hörspiel, Regie: Claudia Johanna Leist, Komposition: Caspar Brötzmann mit der Autorin (WDR). 2005
- Das wird schon. Nie mehr lieben!, Hörspiel, Bearbeitung: Wolfgang Stahl, Regie: Sven Stricker, mit Leslie Malton, Stefanie Stappenbeck, Daniela Ziegler, Andreas Fröhlich (NDR) Hörspiel des Monats Juli 2006.
- Hongkong Airport 23.45, WDR 2007, 73 Min. Regie: Claudia Johanna Leist
- Der Mann schläft, Bearbeitung und Regie: Leonhard Koppelmann, Erstausstrahlung am 12. Mai 2010 im NDR
- Und jetzt: Die Welt! Oder: Es sagt mir nichts, das sogenannte Draußen. Hörspiel, Regie: Stefan Kanis, mit Marina Frenk (MDR) 2015.